# Raimond van der Gouw
Raimond van der Gouw (Oldenzaal, 24 maart 1963) is een Nederlands keeperstrainer en voormalig profvoetballer die speelde als doelman.

## Biografie

### Carrière als speler
Van der Gouw speelde als doelman sinds 1985 voor een aantal verschillende voetbalclubs in Nederland en in Engeland. Hij startte zijn loopbaan bij Go Ahead Eagles om daarna gedurende acht seizoenen het doel van Vitesse te verdedigen. Van der Gouw maakte zijn debuut in het betaalde voetbal op 14 september 1985 in een wedstrijd Go Ahead Eagles-FC Den Bosch (2–1). In 1988/89 werd hij met het team van trainer Bert Jacobs kampioen van de Eerste divisie en promoveerde Vitesse naar de Eredivisie, waar hij eind jaren '90 de opmars meemaakte van de club. In het eerste jaar 1989/90 werd voor het eerst sinds 1927 de bekerfinale gehaald. Een kwartier voor tijd kon Flemming Povlsen, door een verspeelde bal van Roberto Straal, recht op Van der Gouw aflopen. Van der Gouw haalde de PSV'er neer en Stan Valckx scoorde de 1–0 door een strafschop. In de blessuretijd trok Straal alle aandacht op toen hij in het strafschopgebied vast werd gepakt door Wim Kieft en Valckx. John van den Brom miste uiteindelijk de gegeven penalty door de redding van Hans van Breukelen. Vitesse verloor daarna de bekerfinale in De Kuip met 1–0. Tot en met seizoen het 2001/02 eindigde Vitesse altijd bij de eerste zes en werd er negen maal deelgenomen aan het UEFA Cup- toernooi, waarin Vitesse met Van der Gouw memorabele wedstrijden speelde tegen onder andere Real Madrid, Derry City, Sporting CP en Parma. In totaal speelde Van der Gouw 258 competitiewedstrijden voor Vitesse.
In 1996 stapte Van der Gouw over naar Manchester United, waar hij gehaald werd als tweede doelman achter Peter Schmeichel, maar toch ook regelmatig werd opgesteld. Zo speelde hij in de halve finale van de UEFA Champions League van 1996/97 tegen Borussia Dortmund. Na een kort verblijf bij West Ham United en RKC Waalwijk speelde Van der Gouw tussen 2004 en 2007 bij AGOVV Apeldoorn. Bij deze club was hij tevens keeperstrainer.
In de blessuretijd van zijn laatste wedstrijd in het betaald voetbal (FC Eindhoven-AGOVV Apeldoorn) scoorde Van der Gouw uit een strafschop het enige doelpunt in zijn carrière. Dankzij het doelpunt werd hij de oudste doelpuntenmaker in het Nederlandse betaalde voetbal. Hij was op dat moment 44 jaar.

### Carrière als keeperstrainer
Van der Gouw ging in het seizoen 2007/08 bij Sunderland in de Premier League, waar zijn vriend Roy Keane trainer was, als keeperstrainer aan de slag. Hij werd bij de bond echter ook ingeschreven als speler zodat er eventueel nog een beroep op hem kon worden gedaan. Na zijn carrière werd Van der Gouw fulltime keeperstrainer. Van 2009 tot 2020 was hij assistent- en keeperstrainer bij Vitesse. Korte tijd was hij samen met Hans van Arum eindverantwoordelijke, nadat Theo Bos in 2010 werd ontslagen. Op 15 juni 2020 volgde hij Ruud Hesp op als keeperstrainer bij PSV. Medio 2022 liep zijn contract af. Van medio 2022 tot januari 2024 was hij wederom keeperstrainer bij Vitesse. In januari 2024 werd hij keepertrainer bij het Oekraïense FK Sjachtar Donetsk.

## Privé
Raimond van der Gouw is getrouwd en heeft drie kinderen. Zijn zoon Ennio van der Gouw is eveneens actief in het profvoetbal en staat als doelman onder contract bij SV Zulte-Waregem.

## Clubstatistieken
| Seizoen | Club              | Wedstrijden | Doelpunten | Competitie     |
| ------- | ----------------- | ----------- | ---------- | -------------- |
| 1985/86 | Go Ahead Eagles   | 28          | 0          | Eredivisie     |
| 1986/87 | Go Ahead Eagles   | 34          | 0          | Eredivisie     |
| 1987/88 | Go Ahead Eagles   | 35          | 0          | Eerste divisie |
| 1988/89 | Vitesse Arnhem    | 36          | 0          | Eerste divisie |
| 1989/90 | Vitesse Arnhem    | 34          | 0          | Eredivisie     |
| 1990/91 | Vitesse Arnhem    | 31          | 0          | Eredivisie     |
| 1991/92 | Vitesse Arnhem    | 34          | 0          | Eredivisie     |
| 1992/93 | Vitesse Arnhem    | 34          | 0          | Eredivisie     |
| 1993/94 | Vitesse Arnhem    | 34          | 0          | Eredivisie     |
| 1994/95 | Vitesse Arnhem    | 34          | 0          | Eredivisie     |
| 1995/96 | Vitesse Arnhem    | 21          | 0          | Eredivisie     |
| 1996/97 | Manchester United | 2           | 0          | Premier League |
| 1997/98 | Manchester United | 5           | 0          | Premier League |
| 1998/99 | Manchester United | 5           | 0          | Premier League |
| 1999/00 | Manchester United | 14          | 0          | Premier League |
| 2000/01 | Manchester United | 10          | 0          | Premier League |
| 2001/02 | Manchester United | 1           | 0          | Premier League |
| 2002/03 | West Ham United   | 0           | 0          | Premier League |
| 2003/04 | RKC Waalwijk      | 1           | 0          | Eredivisie     |
| 2004/05 | AGOVV Apeldoorn   | 29          | 0          | Eerste divisie |
| 2005/06 | AGOVV Apeldoorn   | 33          | 0          | Eerste divisie |
| 2006/07 | AGOVV Apeldoorn   | 38          | 1          | Eerste divisie |
| 2007/08 | Sunderland        | 0           | 0          | Premier League |
| Totaal  | Totaal            | 493         | 1          |                |

## Erelijst
Als speler
| Competitie            | Aantal  | Jaren      |         |         |
| Vitesse               | Vitesse | Vitesse    | Vitesse | Vitesse |
| --------------------- | ------- | ---------- | ------- | ------- |
| Eerste divisie        | 1x      | 1988/89    |         |         |
| Manchester United     |         |            |         |         |
| Premier League        | 1x      | 2000/01    |         |         |
| FA Cup                | 1x      | 1998/99    |         |         |
| FA Charity Shield     | 2x      | 1996, 1997 |         |         |
| UEFA Champions League | 1x      | 1998/99    |         |         |

Als keeperstrainer
| KNVB beker | 1x | 2016/17 |